# Moviment Popular Nacional
Moviment Popular Nacional (People's National Movement, PNM) és l'actual partit polític governant a Trinitat i Tobago. El partit defensa els principis del liberalisme, i és generalment considerat com un partit de centreesquerra dins dels estàndards europeus.

## Història
Va ser fundat en 1955 per Eric Williams, qui va guanyar les eleccions generals de 1956 i va arribar a ocupar el poder de manera ininterrompuda per 30 anys. Després de la mort de Williams en 1981, George Chambers va liderar el partit. El partit va ser derrotat en les eleccions generals de 1986, perdent 33-3 enfront de l'Aliança Nacional per a la Reconstrucció.
Baix la direcció de Patrick Manning, el partit va tornar al poder en 1991, després de l'intent de colp d'estat de 1990 per part de Jamaat al-Muslimin, però va perdre el poder en 1995 a mans del Congrés Nacional Unit. El PNM va perdre novament davant la UNC en les eleccions generals de 2000, però una fractura en la UNC va obligar a fer unes noves eleccions l'any 2001. En aquests comicis, va haver-hi un empat 18-18 entre el PNM i la UNC, i el president Arthur N. R. Robinson va nomenar a Manning com a primer ministre.
Manning va ser incapaç d'elegir un president de la Cambra de Representants, però va guanyar una majoria clara en les noves eleccions que es van celebrar en 2002, i de nou en 2007, abans de perdre el poder en 2010. Va tornar al poder en 2015, amb el seu líder, Keith Rowley, després de guanyar 23 dels 41 escons en les eleccions generals de 2015.
El símbol del partit és el bijau (Heliconia bihai), que li dona nom a la seu del partit («Balisier House»), situat a Port-of-Spain.

## Líders del partit
- Eric Williams (1956-81), primer ministre (1956-81).
- George Chambers (1981-86), primer ministre (1981-86).
- Patrick Manning (1986-2010), primer ministre (1991-95, 2001-10).
- Keith Rowley (2015–), primer ministre (2015-).

## Resultats electorals
| Any  | Vots    | %     | Escons  | +/- | Posició | Govern            |
| ---- | ------- | ----- | ------- | --- | ------- | ----------------- |
| 1956 | 105.153 | 39,75 | 13 / 24 |     | 1r      | Govern en majoria |
| 1961 | 190.003 | 57,00 | 20 / 30 | 7   | 1r      | Govern en majoria |
| 1966 | 158.573 | 52,44 | 24 / 36 | 4   | 1r      | Govern en majoria |
| 1971 | 99.723  | 84,10 | 36 / 36 | 12  | 1r      | Govern en majoria |
| 1976 | 169.194 | 54,23 | 24 / 36 | 12  | 1r      | Govern en majoria |
| 1981 | 218.557 | 52,95 | 26 / 36 | 2   | 1r      | Govern en majoria |
| 1986 | 183.635 | 32,00 | 3 / 36  | 23  | 2n      | Oposició          |
| 1991 | 233.950 | 45,02 | 21 / 36 | 18  | 1r      | Govern en majoria |
| 1995 | 256.159 | 48,76 | 17 / 36 | 4   | 1r      | Oposició          |
| 2000 | 276.334 | 46,45 | 16 / 36 | 1   | 2n      | Oposició          |
| 2001 | 260.075 | 46,51 | 18 / 36 | 2   | 2n      | Govern en minoria |
| 2002 | 308.762 | 50,89 | 20 / 36 | 2   | 1r      | Govern en majoria |
| 2007 | 300.434 | 45,99 | 26 / 41 | 6   | 1r      | Govern en majoria |
| 2010 | 287.458 | 39,70 | 12 / 41 | 14  | 2n      | Oposició          |
| 2015 | 378.447 | 51,68 | 23 / 41 | 11  | 1r      | Govern en majoria |
| 2020 | 322.250 | 49,08 | 22 / 41 | 1   | 1r      | Govern en majoria |